# 7.62×51 ملم ناتو
7.62×51 ملم ناتو (رسمياً اصطلاح ناتو ناتو 7.62) هو خرطوش بندقية معنق طور في خمسينيات القرن الماضي كمعيار لأسلحة الصغيرة في بلدان الناتو. قد يتشابه ويختلط اسم هذا الخرطوش مع النوع الروسي المشابه 7.62×54 مم أر، الذي يكون أطول قليلاً من عند العنق.
7.62×51 ملم ناتو والخرطوش التجاري .308وينشستر متشابهان لدرجة إمكانية التلقيم في حجرة البندقية نفسها.لكن .308وينشستر يحمل عند ضغط أعلى من 7.62×51 ملم ناتو عند الاستخدام لمسافات طويلة.حتى مؤسسة مصنعين الذخيرة والأسلحة الرياضية تعتبر أنه من الآمن استخدام الخرطوش التجاري في حجرة بندقية مخصصة لخرطوش ناتو، هناك مناقشة هامة حول الحجرات المنسجمة وضغط الفوهة بين الخرطوشين بناء على كمية البارود والكثافة في طلقات التجارية والجيش.بينما تستمر المناظرة في كلا الطريقين، أي تي أف تنصح بفحص العلامة على الماسورة، إذا كنت غير متاكد يمكن استشارة صانع السلاح.

## وصلات إضافية
- Various photos of 7.62×51 NATO ammunition